# Oscar Alin
Oscar Josef Alin (født 22. december 1846, død 31. december 1900) var en svensk videnskabsmand og politiker.

## Liv og gerning

### Historiker
Alin blev 1872 docent, 1882 professor i Upsala, 1893 Dr. jur. honoris causa. Alin har udøvet et meget flittigt forfatterskab, hvoraf kan nævnes Bidrag till svenska rådets historia under medeltiden (1872) og Om svenska rådets sammansättning under medeltiden (1877); videre Sveriges nydaningstid 1521-1611 (i "Sveriges historia från äldsta tid", 1878), Minnen ur Sveriges nyare historia (1881, 1893), Strödda bidrag till svenska statsskickets historia (i: (Svensk) "Historisk tidskrift", 1884-87) og Svenska riksdagsakter (1887) samt Sveriges grundlagar (i flere oplag).

### Politiker
Sin største betydning havde Alin imidlertid som unionspolitiker. Igennem hele hans levetid eksisterede unionen mellem Sverige og Norge, og dette prægede hans politiske virke. I årene 1888-99 var han medlem af første kammer. Han stammede fra strengt konservative kredse i Uppsala og tilhørte højres alleryderste fløj, som var ihærdige modstandere af enhver udvidelse af den politiske valgret og skarpt forfægtede protektionismen. Alin, der altid optrådte som en særdeles redelig og karakterfast mand, fik betydelig indflydelse gennem sin opfattelse af unionen.
Han dannede på dette område ligefrem skole (kaldet "alinska skolan"), idet en hel række forfattere overtog og videre udbredte hans opfattelse af unionen, der i korthed gik på, at ved freden i Kiel 1814 var de norske stifter blevet afstået til Sveriges rige. Unionen er en af Sverige foretagen organisationsakt. Unionsforholdene reguleres ikke af Rigsakten alene, men også af Norges grundlov, som var tilkommet under Sveriges garanti og derfor ikke kunne forandres uden dets samtykke. Som almindeligt princip var der ikke vedtaget nogen absolut ligestilling mellem de to riger.
Det siger sig selv, at en sådan opfattelse måtte vække modstand overalt i Norge. I de mange og lange unionsstridigheder hævdede Alin og hans tilhængere, at unionsforholdet stadig var blevet rokket til skade for Sverige, og Alins ufravigelige standpunkt i den svenske rigsdag var, at unionen havde sin store betydning for fædrelandets velfærd og burde derfor bestemt opretholdes, men på den måde, som bedst svarede til Sveriges livsinteresser. I sit videnskabelig betydningsfulde skrift "Den svensk-norska unionen" (1889-91) hævdede Alin med bestemthed dette standpunkt, og gennem bøger og bladartikler har hans tilhængere uddybet hans opfattelse.
I 1893 stiftedes desuden foreningerne "Sveriges rätt" og "Svenska nationalföreningen" for at forfægte den alinske unionsopfattelse. I sidstnævnte forenings skrift indgik 1894 (under mærket J) hans i sin tid meget opsigtsvækkende brochure I utrikesministerfrågan. 

### Sene videnskabelige arbejder
Trods sin ivrige deltagelse i rigsdagens arbejde fortsatte Alin sin videnskabelige forfattervirksomhed; således udkom 1899 1. del af Carl Johan och hans yttre politik 1810-15 samt Fjerde artikeln af fredstraktaten i Kiel (1899), og i sin allersidste levetid ledede han udgivelsen af 3. del af Sveriges och Norges traktater (1900).